# Dannevirke (Slesvig)
 For alternative betydninger, se Dannevirke (flertydig). (Se også artikler, som begynder med Dannevirke)
Dannevirke (tysk: Danewerk) er en landsby og kommune beliggende sydvest for Slesvig by i Sydslesvig. Administrativt hører kommunen under Slesvig-Flensborg kreds i den nordtyske delstat Slesvig-Holsten. Kommunen samarbejder med nabokommunerne i Haddeby kommunefællesskab (Amt Haddeby). I kirkelig henseende hører kommunen Haddeby Sogn. Sognet lå i den danske tid indtil 1864 i Arns Herred (Gottorp Amt, Sønderjylland).

## Historie
Landsbyen er første gang nævnt 1231 i Kong Valdemars Jordebog. Der skelnes mellem Lille- og Store Dannevirke. Stednavnet henviser til forsvarsvolden ved samme navn, som strækker sig midt igennem landsbyen (med Thyraborg og Valdemarsmuren). Lidt øst for landsbyen i nabokommunen Bustrup findes vikingebyen Hedeby.
Ved Rødekro var Dannevirkes eneste åbning, Viglidsdør eller Karlegat, gennem hvilken Hærvejen gik. Her hævedes told af de stude, der blev drevet mod syd. Indtægterne var forebeholdt den danske krone. Den tidligere Rødekro selv var et gottorpsk jagthus, hvor hertug Frederik 3. i 1657 beværtede kong Frederik 3., kort før bruddet imellem dem. Ved udgravningerne i 2022 tæt ved Danevirkes åbning fandt arkæologerne lige under den gamle Røde Kro flere uberørte rester af Hærvejen.
Landsbyen er også nævnt i et lokalt sønderjysk folkesagn om underjordiske.